# Bituminaria
Genre
Synonymes
- Aspalthium Medik.
- Rhynchodium C. Presl[2]

Bituminaria est un genre de plantes à fleurs dicotylédones de la famille des Fabaceae, sous-famille des Faboideae, originaire du bassin méditerranéen, qui comprend quatre espèces acceptées.

## Étymologie
Le nom générique, « Bituminaria », dérive d'une racine latine, bitumen, -inis, « bitume », avec le suffixe -aria, qui indique la ressemblance, en référence à l'odeur très particulière de la psoralée bitumineuse ou « herbe au bitume » (Bituminaria bituminosa).

## Liste d'espèces
Selon The Plant List (28 octobre 2018) :
- Bituminaria acaulis (Hoffm.) C.H.Stirt.
- Bituminaria bituminosa (L.) C.H.Stirt.
- Bituminaria flaccida (Nábělek) Greuter
- Bituminaria morisiana (Pignatti & Metlesics) Greuter